# Трахискорпии
Трахискорпии (лат. Trachyscorpia) — род морских лучепёрых рыб из подсемейства Sebastinae семейства скорпеновых. Представители рода распространены в Атлантическом и Тихом океанах. Длина тела составляет от 14,7 до 50 см. Это придонные хищные рыбы, поджидающие добычу в засаде.

## Классификация
На декабрь 2018 года в род включают 6 видов:
- Trachyscorpia carnomagula Motomura, Last & Yearsley, 2007
- Trachyscorpia cristulata (Goode & Bean, 1896)
  - Trachyscorpia cristulata cristulata (Goode & T. H. Bean, 1896)
  - Trachyscorpia cristulata echinata (Koehler[фр.], 1896)
- Trachyscorpia eschmeyeri Whitley, 1970
- Trachyscorpia longipedicula Motomura, Last & Yearsley, 2007
- Trachyscorpia osheri McCosker, 2008
- Trachyscorpia verai Béarez & Motomura, 2009